# Jarny
Jarny é uma comuna francesa na região administrativa de Grande Leste, no departamento de Meurthe-et-Moselle. Estende-se por uma área de 15,6 km². Em 2010 a comuna tinha 8 431 habitantes (densidade: 540,4 hab./km²).